# قيم الهاشمية
قِيَمُ الهاشِميَّة هي جارية وأديبة من مُوَلَّدات البصرة، عاشت في العصر العبَّاسي خلال القرن التاسع الميلادي. نُسبت إلى سيدها الأول علي بن هاشم، ثم أصبحت لاحقًا من جواري الخليفة المعتصم بالله (حكم 218 – 227هـ / 833 – 842م) ومحظياته.

## سيرتها
تعد قيم من مُوَلَّدات البصرة، وعُرفت بصناعتها وأدبها. امتُلكت في بداية أمرها من رجل يُدعى علي بن هاشم، لتُنسب إليه، فتزوجها وأنجبت له أولادًا. اشتراها الخليفة المعتصم بالله لاحقًا من سيدها الأول مقابل ثلاثين ألف درهم. حظيت قيم بمكانة رفيعة لدى المعتصم، والذي أُعجب بها كثيرًا، وأصبحت من محظياته في بلاط الخلافة، ثم انقطعت أخبارها لاحقًا.

### فهرس المنشورات
1. 1 2  حسن (2013)، ص. 95.

### معلومات المنشورات كاملة
الكتب مرتبة حسب تاريخ النشر
- سولاف فيض الله حسن (2013). دور الجواري والقهرمانات في دار الخلافة العباسية (ط. 1). دمشق: صفحات للدراسات والنشر والتوزيع. ISBN:978-9933-495-13-8. OCLC:6914266520. OL:43175027M. QID:Q125689500.